# Ажен д'Аверон
Ажен д'Аверон (фр. Agen-d'Aveyron) насеље је и општина у јужној Француској у региону Миди Пирене, у департману Аверон која припада префектури Родез.
По подацима из 2011. године у општини је живело 1.088 становника, а густина насељености је износила 48,68 становника/km². Општина се простире на површини од 22,35 km². Налази се на средњој надморској висини од 550 метара (максималној 863 m, а минималној 525 m).

## Демографија
| 1962. | 1968. | 1975. | 1982. | 1990. | 1999. | 2011. |
| ----- | ----- | ----- | ----- | ----- | ----- | ----- |
| 526   | 565   | 657   | 724   | 865   | 1.012 | 1.088 |

График промене броја становника у току последњих година